# 문석종
문석종(文碩鍾, 1996년 6월 18일 ~ )은 전 KBO 리그 NC 다이노스의 투수이다.

## 아마추어 시절
초등학교 3학년 때 여름방학 캠프에서 야구를 권유받은 후 야구를 시작했다. 초등학교 4학년 때 감독의 권유로 포지션을 외야수에서 투수로 변경했다. 2014년 8월 25일 2015년 한국프로야구 신인 드래프트에서 NC 다이노스에 2차 7라운드 66순위에 지명됐다. 9월 27일에 계약금 4,000만원에 계약을 체결했다.

## NC 다이노스시절
2015년에 입단하였다.

## 출신 학교
- 서울가동초등학교
- 덕수중학교
- 배재고등학교